# Компаративна економіка
Компаративна економіка (від англ. comparative – порівняльний, співставний; тж. порівняльна економіка, система економічних порівнянь — Comparative economic systems, Comparative economics) – галузь економіки, яка займається порівняльними дослідженнями економічних систем різних типів організації, таких як капіталізм, соціалізм, феодалізм та змішаної економіки. Вважається, що її засновником був економіст Келвін Гувер, до 1989 р. вона складалася з порівняльного  аналізу економічних систем, в подальшому спрямувала свої зусилля на порівняння економічних результатів перехідних процесів від соціялізму до капіталізму. 

## Під час «холодної війни»
В період «холодної війни» компаративна економіка мала вагоме практичне і політичне значення, оскільки відносні переваги капіталістичної та комуністичної систем, їх політичної та економічної організації, були центральною темою політичного контексту. Одним з її важливих ранніх досягнень був т. з. «калькуляційний аргумент», який базувався на ідеї Людвіга фон Мізеса про те, що система центрального планування ніколи не працюватиме, оскільки відповідальним за планування ніколи не буде доступна інформація, яка генерується системою ринкових цін. Відповіддю на це стала підтримка і часткове впровадження системи ринкового соціалізму.

## Після 1989
З крахом комуністичної системи акценти змістилися на проблеми перехідних економік.  З незначними винятками, усі сучасні економічні системи є капіталістичними, хоча значна роль держави дає підстави стверджувати, що змішана економіка стала домінуючою формою організації економічного життя суспільства. 
Навіть за відсутності значних відмінностей між країнами, порівняльне вивчення економічних систем розподілу ресурсів ілюструє результати альтернативних методів розподілу ресурсів, таких як ринки, домогосподарства, централізований розподіл.